# Hold Me, Thrill Me, Kiss Me, Kill Me
«Hold Me, Thrill Me, Kiss Me, Kill Me» (с англ. — «Обними меня, возбуди меня, поцелуй меня, убей меня») — песня ирландской рок-группы U2, была выпущена как сингл к саундтреку фильма «Бэтмен навсегда». Песня добралась до первого места в национальном чарте Ирландии, второго в британском хит-параде, шестнадцатого в Billboard Hot 100, а также возглавила чарты: Mainstream Rock Tracks и Modern Rock Tracks. Боно описал тематику песни словами: «быть в рок-группе» и «быть звездой».
В снятом для песни видеоклипе фигурируют кадры из кинофильма «Бэтмен навсегда» и сцены из Zoo TV Tour, сами же музыканты изображены как персонажи из мультфильма. Согласно официальным данным, группе просто не хватало времени на съемки полноценного клипа, поэтому был выбран такой вариант. В некотором смысле, это видео является квинтэссенцией периода Zoo TV, и подводит итог тем изменениям, которые произошли с группой за это время.

## О песне
Когда поступило предложение записать песню для фильма про Бэтмена, Боно ответил отказом, так как один из ключевых музыкантов группы, Эдж, находился за границей. Однако вокалист загорелся этой мыслью и со временем вернулся к ней. Черновой вариант песни был записан ещё в период создания альбома Zooropa, она очень нравилась Эджу, но он так и не смог довести её «до ума» в срок. Размышляя о подходящей мелодии, Боно вспомнил об этой записи и решил, что она может оказаться весьма кстати. Когда Эдж вернулся, Боно позвонил ему: «У меня есть кое-что любопытное. Что ты думаешь насчёт создания песни для фильма про Бэтмена. Мне кажется, эта мелодия прекрасно впишется в контекст фильма».
Эдж вспоминал: «Я полагал, что для нас будет полезным, поучаствовать в чём-то таком несерьёзном, просто записать трек в своё удовольствие. Поэтому мы дали этой песне зелёный свет». Боно написал едкий, юмористический текст, наполненный иронией: «Одеваешься, как твоя сестра/Ведёшь себя, как шлюха/Они не знают, чем ты занимаешься/Милая, должно быть, это что-то, связанное с искусством/Ты ходячая головная боль/Ты звезда!», хотя лирику можно было трактовать по-разному из-за двойственности смыслов, мультяшное видео, созданное для песни, позволило автору элегантно «пройтись» по нескольким мифам, окружающим его группу, воспользовавшись этим несерьёзным контекстом.
Название трека было отсылкой к классической поп-песне «Hold Me, Thrill Me, Kiss Me» и оно фигурирует (наряду с названиями других невостребованных демозаписей) на обложке Zooropa, в характерном фиолетовом шрифте. Музыканты исполняли песню во время каждого шоу турне PopMart, когда выходили «на бис». Однако впоследствии они не возвращались к ней до 2010 года, когда она прозвучала на одном из концертов турне U2 360° Tour.
Песня была номинирована на премию Золотой глобус в категории «Лучшая песня», но проиграла «Colors of the Wind» из мультфильма «Покахонтас». Тем не менее, она была также номинирована на премию Золотая малина за «Худшую оригинальную песню», опять же проиграв композиции «Walk Into the Wind» из кинофильма «Шоугёлз». Видеоклип был выдвинут на соискание приза MTV Award в номинации «Лучшее видео из фильма», но также потерпел фиаско.

## Музыкальное видео
Кевин Годли и Морис Лайнен создали для песни анимированный клип, где анимация перебивается кадрами из фильма. По сюжету группа выступает в Готэм-сити, и Боно «разрывается» между двумя своими альтер эго: «The Fly» и «MacPhisto», остальные музыканты преследуют Бэтмолёт, используя жёлтый суперкар и свои гитары, как огнемёты. В анимированных сценах, аналогичных фильму, также появляются персонажи, одетые как Загадочник, д-р Чейз и Робин.
В одной из сцен клипа на неоновой вывеске написано «Mister Pussey’s», на отредактированной версии от Universal Music эту вывеску заменили на «Mister Swampy’s». В другой сцене, когда участники группы идут по улице, Боно, читающий на проезжей части «Письма Баламута» К. С. Льюиса, попадает под машину, которой управляет Элвис. В следующей сцене Боно лежит в больнице, в кардиомонитор ударяет молния, и он превращается в MacPhisto. Видео заканчивается оркестром Бэтменов, которые играют музыкальную тему песни на виолончелях, а Боно поочерёдно меняет образы.
Видео содержит несколько важных отсылок к истории самой группы: в 80-х пресса называла фронтмена U2 мегаломаном, его проследовали журналисты; с наступлением девяностых музыканты кардинально поменяли имидж. В клипе участники группы сражаются против Бэтмена, вокалист перевоплощается в свои вымышленные образы, и становится непонятно, кто есть кто — это было сделано, чтобы разрушить сложившийся стереотип, изображающий Боно добрым самаритянином.
Музыканты иронизируют над постоянной истерией со стороны СМИ и над стереотипами — на первой полосе готемской газеты написано крупными буквами «Боно, Боно, Боно», на следующей странице «Этот человек так называемая рок-звезда. Такой праведный! Такой честный! И что?» — и, словно отвечая на этот вопрос, в следующем кадре Боно срывает нимб со своей головы и превращает его в чёрные очки, перевоплощаясь в образ The Fly.

В книге «U2: An Irish Phenomenon», писатель Висня Коган поделился своим мнением о символизме видеоряда музыкального клипа:
Причиной нескольких трансформаций Боно была необходимость „сломать“ клише — на протяжении многих лет пресса называла его не иначе как святым. Боно хотел переломить эту тенденцию, по крайней мере символически — надев костюм демона. Вероятно, целью было показать, что у каждого из нас есть две стороны, не бывает однозначно хороших или плохих людей (...) Хотя выход «Hold Me, Thrill Me, Kiss Me, Kill Me» ознаменовал конец эпохи концептуального Zoo TV, его технологии и цветовая палитра не были „отложены на полку“, музыканты использовали их для вдохновения во время создания своего следующего диска — Pop.

## Список композиций
Были выпущены синглы с тремя вариантами набора песен. Би-сайды первых двух версий сингла — песни не U2.
| №  | Название                                         | Длительность |
| -- | ------------------------------------------------ | ------------ |
| 1. | «Hold Me, Thrill Me, Kiss Me, Kill Me»           | 4:47         |
| 2. | «Themes from Batman Forever» (Эллиот Голденталь) | 3:39         |

| №  | Название                                         | Длительность |
| -- | ------------------------------------------------ | ------------ |
| 1. | «Hold Me, Thrill Me, Kiss Me, Kill Me»           | 4:47         |
| 2. | «Themes from Batman Forever» (Эллиот Голденталь) | 3:39         |
| 3. | «Tell Me Now» (Mazzy Star)                       | 4:17         |

| №  | Название                               | Длительность |
| -- | -------------------------------------- | ------------ |
| 1. | «Hold Me, Thrill Me, Kiss Me, Kill Me» | 4:47         |

Также была выпущена версия сингла без би-сайдов (на CD), она продавалась только на территории США, как часть подарочного издания «Бэтмен навсегда», вместе с коллекционным комиксом, коллекционными карточками и сотками.
| №  | Название                                                             | Длительность |
| -- | -------------------------------------------------------------------- | ------------ |
| 1. | «Hold Me, Thrill Me, Kiss Me, Kill Me (The Gotham Experience Remix)» | 4:08         |
| 2. | «Hold Me, Thrill Me, Kiss Me, Kill Me (The Original Mix)»            | 4:47         |

## Хит-парады
| Чарт (1995)                       | Высшая позиция |
| --------------------------------- | -------------- |
| Australian ARIA Singles Chart     | 1              |
| Austrian Singles Chart            | 3              |
| Belgian Singles Chart             | 15             |
| Belgian Singles Chart             | 4              |
| Canadian RPM Singles Chart        | 3              |
| Canadian RPM Alternative 30       | 1              |
| Dutch Top 40                      | 7              |
| Finland (Suomen virallinen lista) | 4              |
| French SNEP Singles Chart         | 10             |
| German Singles Chart              | 8              |
| Irish Singles Chart               | 1              |
| New Zealand RIANZ Singles Chart   | 1              |
| Norwegian Singles Chart           | 1              |
| Swedish Singles Chart             | 2              |
| Swiss Singles Chart               | 5              |
| UK Singles Chart                  | 2              |
| US Billboard Hot 100              | 16             |
| US Billboard Album Rock Tracks    | 1              |
| US Billboard Modern Rock Tracks   | 1              |
| US Billboard Top 40 Mainstream    | 23             |

| Чарт (1995)                      | Место |
| -------------------------------- | ----- |
| Australian Singles Chart         | 29    |
| Austrian Singles Chart           | 25    |
| Belgian (Flanders) Singles Chart | 73    |
| Belgian (Wallonia) Singles Chart | 28    |
| Canadian RPM Singles Chart       | 29    |
| Canadian RPM Alternative 30      | 6     |
| Dutch Top 40                     | 76    |
| Swiss Singles Chart              | 19    |
| US Billboard Hot 100             | 81    |

| Страна         | Статус  | Дата           | Продажи |
| -------------- | ------- | -------------- | ------- |
| Великобритания | Золотой | 1 августа 1995 | 400,000 |